# توماس آدي
كان توماس آدي (من القرن السابع عشر) طبيبًا إنجليزيًا وعالمًا إنسانيًا، وكان مؤلف كتابين مشككين عن السحر ومطاردة الساحرات.
عمله الأول والأكثر شهرة، شمعة في الظلام: أو رسالة تتعلق بطبيعة السحرة والسحر، استُخدم -دون جدوى- من قبل جورج بوروز، الوزير البيوريتاني السابق للرعية، في دفاعه أثناء محاكمات ساحرة سالم. كان منشور آدي الثاني، الذي نُشر عام 1661، بمثابة إعادة طبع لإصداره الأول، بعنوان جديد، اكتشاف مثالي للساحرات. كان من الممكن إعادة تسمية العمل تكريمًا لكتاب ريجنالد سكوت، اكتشاف السحر، وهو الكتاب الأول من نوعه باللغة الإنجليزية. لكن الكتيبات المتعلقة بحالات السحر كانت تميل إلى استخدام كلمة الاكتشاف في عناوينها (اكتشاف السحرة الثلاثة الأكثر غرابة وإعجابًا في ووربويز، واكتشاف الساحرات في مقاطعة لانكستر، وما إلى ذلك). كان هدف آدي هو اكتشاف ماهية الساحرات حقًا، على الرغم من كل الاتهامات: أبرياء. وكان منشوره الثالث عقيدة الشياطين الذي أثبت أنه الردة الكبرى في هذه الأوقات اللاحقة. مقال يميل إلى تصحيح تلك المفاهيم والمخاوف غير المبررة لدى الرجال بشأن الشياطين والأرواح الشريرة (1676).

## شمعة في الظلام
في شمعة في الظلام، هاجم آدي الأفكار الحالية حول السحر من خلال الجدال المباشر حول ما يقوله الكتاب المقدس بالفعل. يتمتع آدي بالقوة الفكرية التي تمكنه من التشكيك في أهمية الكلمات المترجمة ببساطة على أنها (ساحرة) في الكتاب المقدس نسخة الملك جيمس، مستنكرًا كفاءة المترجمين. يشرح خروج 22:18 أنه يعني أن المشعوذ، المحتال الذي ينشر معجزات كاذبة، لخداع وإغواء الناس إلى عبادة الأوثان لا ينبغي أن يعيش (وليس ساحرة أو عاملة بالسحر). في الجزء الأول من الأجزاء الثلاثة للكتاب، يجادل آدي بأن الحظر المعروف ضد السحرة في تثنية 18: 10-11
لا يوجد بينكم أحد يستطيع جعل ابنه أو ابنته يمرون عبر النار، أو من يعرف عرافة، أو مشعوذًا، أو ساحرًا أو مستبصرًا. أو عاملة بمجال السحر، أو مستشارًا للأرواح، أو مستحضر الأرواح. (نسخة الملك جيمس المعتمدة)
ينبغي قراءتها لتعريف السحرة على أنهم العصابة البابوية (الكاثوليكية)، ومتصنعي السحر لخداع الناس. (التأكيد في الأصل).
وهو يتساءل لماذا لا تحظى البراهين المعاصرة للسحر بدعم كتابي.
أين هو مكتوب في جميع العهدين القديم والجديد أن الساحر هو قاتل، أو لديه القدرة على القتل بالسحر، أو أن يصيب بأي مرض أو ضعف؟ أين هو مكتوب أن السحرة لديهم حلمات كبيرة ليمتصها العفاريت ... وأن الشيطان يضع علامات سرية على السحرة ... وأن السحرة يمكن أن يؤذوا الذرة أو الماشية ... أو يمكنهم الطيران في الهواء .... أين نقرأ عن الشيطان أو الشيطانة، الذي يسمى الحاضنة أو الشيطانة، الذي يستخدم التوالد أو الجماع؟
إن معاداة آدي للكاثوليكية شرسة. إذا أراد بجدية إنهاء إجحاف ما، فهو على استعداد لبدء واحد آخر:
من سيكون غيورًا لله في طاعة الوصية الواردة في الخروج. 22.18. لا تسمح لساحرة أن تعيش، يجب أن تترك مسارها الجاهل المحبب لتعليم الناس شنق الفقراء والأرامل والمسنين والعرج العاجزين، ويجب أن يثني إخلاصه ضد عاهرة روما (كما يجب على العالم كله أن يفعل) وكذلك ضد السحرة المحمديين بين الأتراك. لذلك كان قانونًا جيدًا في إنجلترا، إذا تم الالتزام به على النحو الواجب، ألا يُسمح لأي يسوعي أو كاهن بابوي بالعيش في أي جزء من هذه السيادة، لأن هؤلاء السحرة هم الذين يسحرون الناس (حيث يتم التسامح معهم) من خلال شعائرهم. العديد من الدجالين المضللين، الذين يقودون الناس إلى عبادة الأوثان، وكذلك إلى تقويض الحكومات.